# Тома Белев
Тома Георгиев Белев е български политик, еколог. Съпредседател е на „Зелено движение“ от 2023 г.

## Биография
Роден е в Кърджали на 28 декември 1966 г.  Инженер по горско стопанство, магистър по опазване на природната среда.
В периода 2019 – 2022 г. е общински съветник в София от групата на „Демократична България – Обединение“.
В периода декември 2021 – юни 2022 г. е заместник-министър на околната среда и водите в правителството на Кирил Петков.